# Avanhandava
Avanhandava é um município brasileiro do estado de São Paulo. Sua população estimada em 2024 pelo IBGE era de 11.438 habitantes.

## Toponímia
Avanhandava, nome tupi que significa "lugar da corrida dos homens" (abá, homem + nhan, correr + aba, lugar), numa referência a uma cachoeira da região que obrigava as pessoas que vinham de canoa a descer e prosseguir a pé.

## História
A região atualmente ocupada pelo município era habitada, até o início do século XX, por índios caingangues e coroados. Em 1904, o coronel Antônio Flávio Martins Ferreira veio de Franca e adquiriu 3 500 alqueires de terras no vale do rio Tietê entre os rios Bonito e Dourado. Era o início do patrimônio de Campo Verde. Em 1908, a região passou a sediar o distrito policial de Miguel Calmon e inaugurou uma estação da Estrada de Ferro Noroeste do Brasil. Em 1909, o distrito foi elevado à categoria de distrito de paz pertencente a São José do Rio Preto, passando a chamar-se simplesmente Calmon. Em 1910, o distrito passou a pertencer ao município de Bauru.
Em 1913, o distrito passou a pertencer ao município de Penápolis. Em 1921, foi construída a primeira edificação em tijolos da cidade: a capela de Santa Luzia, padroeira da cidade. Nessa época, os índios locais, que costumavam atacar a população não índia, foram pacificados por Cândido Rondon. Em 1925, o distrito de Calmon foi elevado à condição de município autônomo com o nome de Avanhandava.

## Geografia
Localiza-se a uma latitude 21º27'39" sul e a uma longitude 49º56'59" oeste, estando a uma altitude de 428 metros. Possui uma área de 340,338 quilômetros quadrados.

### Hidrografia
- Ribeirão dos Patos

### Rodovias
- SP-300 — Rodovia Marechal Rondon

### Ferrovias
- Linha Tronco da antiga Estrada de Ferro Noroeste do Brasil[8]

## Demografia

### População
| Crescimento populacional                             | Crescimento populacional | Crescimento populacional | Crescimento populacional |
| Ano                                                  | População Total          |                          | %±                       |
| ---------------------------------------------------- | ------------------------ | ------------------------ | ------------------------ |
| 1934                                                 | 15 086                   |                          | —                        |
| 1937                                                 | 16 128                   |                          | 6,9%                     |
| 1940                                                 | 13 719                   |                          | −14,9%                   |
| 1946                                                 | 12 209                   |                          | −11,0%                   |
| 1950                                                 | 8 486                    |                          | −30,5%                   |
| 1958                                                 | 11 226                   |                          | 32,3%                    |
| 1960                                                 | 6 752                    |                          | −39,9%                   |
| 1970                                                 | 5 974                    |                          | −11,5%                   |
| 1980                                                 | 6 399                    |                          | 7,1%                     |
| 1991                                                 | 7 973                    |                          | 24,6%                    |
| 2000                                                 | 8 829                    |                          | 10,7%                    |
| 2010                                                 | 11 310                   |                          | 28,1%                    |
| 2022                                                 | 11 263                   |                          | −0,4%                    |
| Est. 2024                                            | 11 438                   | [ 9 ]                    | 1,6%                     |
| Fontes: Censos Demográficos IBGE e Estimativas SEADE |                          |                          |                          |

### Dados demográficos
Dados do Censo - 2000
População total: 8 829
- Urbana: 8 100
- Rural: 729
- Homens: 4 399
- Mulheres: 4 430

Densidade demográfica (hab./km²): 25,94
Mortalidade infantil até 1 ano (por mil): 16,43
Expectativa de vida (anos): 70,92
Taxa de fecundidade (filhos por mulher): 2,70
Taxa de alfabetização: 87,98%
Índice de Desenvolvimento Humano (IDH-M): 0,768
- IDH-M Renda: 0,672
- IDH-M Longevidade: 0,765
- IDH-M Educação: 0,866

(Fonte: IPEADATA)

## Política e administração
- Prefeito: Norberto Cesar Beraldo (2025–presente)
- Vice-prefeito: Leandro Alves (2025–presente)
- Presidente da câmara: Luís Antônio de Souza

## Infraestrutura

### Comunicações
O sistema de telefones automáticos foi inaugurado na cidade em 1974 pela Telecomunicações de São Paulo (TELESP), que também implantou o sistema de discagem direta à distância (DDD) em 1985 com o código de área (0186). Anteriormente a cidade era atendida pela Companhia Telefônica Brasileira (CTB).
Na década de 90 o código DDD da cidade foi alterado para (018), para padronização do sistema telefônico com a telefonia celular que estava sendo implantada em todo o estado.

## Religião
O Cristianismo se faz presente na cidade da seguinte forma:

### Igreja Católica
- A igreja faz parte da Diocese de Lins.[18]

### Igrejas Evangélicas
Entre as igrejas protestantes históricas, pentecostais e neopentecostais, encontram-se na cidade:
- Assembleia de Deus Ministério do Belém.[20][21]
- Congregação Cristã no Brasil.[22]